# Okada Air

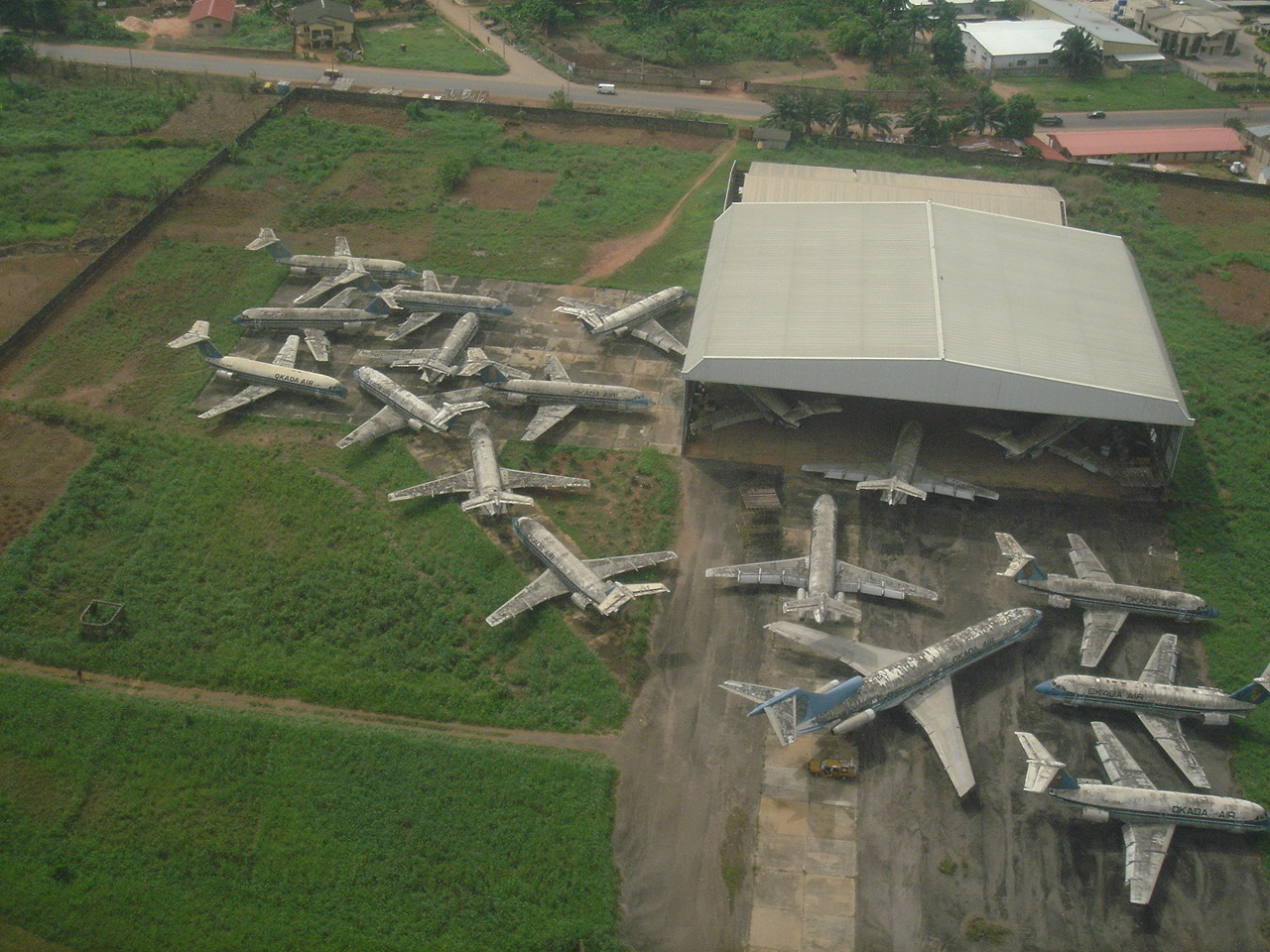
17 Bac 1-11 et un Boeing 727 issus de laflotte de Okada, à l'abandon à Bénin City.

Okada Air  (Code IATA : 9H ; code OACI : OKJ)  est une ancienne compagnie aérienne nigeriane, active de 1983 à 1997. Son hub et son siège social se trouvaient à Benin City.
La compagnie (première compagnie aérienne privée du Nigeria) est fondée à l'initiative d'un des hommes les plus riches du pays, Gabriel Osawaru Igbinedion. Sa flotte était principalement constituée de BAC 1-11 (au total 26 avions de ce type ont volé sous ses couleurs), achetés d'occasion. Son réseau était centré sur Bénin City et desservait une dizaine d'aéroports à travers le pays. La compagnie cesse ces opérations en 1990, après l'interdiction de vol des 1-11.